# Michal Šanda
Michal Šanda (født 10. december 1965 i Prag) er en tjekkisk digter og skønlitterær forfatter.
Han tilbragte sin barndom i Smíchove. Efter eksamen fra Jan Neruda Gymnasiet havde han skiftende job som slagteriarbejder, medhjælper på en strudsefarm, murer, lagerarbejder og boghandler. Siden 1991 er han ansat som arkivar ved Teaterinstituttet i Prag. Han har sideløbende haft redaktionelt arbejde og skrevet kulturjournalistik.
Kort før julen 2012 lagde han som en af de første tjekkiske forfattere alle sine værker på sit websted som gratis pdf-filer og e-bøger.